# Fulakora lurilabes
Fulakora lurilabes (лат.) — вид примитивных муравьёв рода Fulakora из подсемейства Amblyoponinae (Formicidae), ранее включавшийся в состав рода Stigmatomma.

## Распространение
Неотропика (Аргентина, Бразилия, Венесуэла, Колумбия, Перу, Тринидад и Тобаго, Французская Гвиана, Эквадор).

## Описание
Мелкие земляные муравьи (длина менее 4 мм) с длинными узкими мандибулами и хорошо развитым жалом. От близких видов отличаются следующими признаками: боковые края головы слабо сужаются кзади; вершина головы матовая; заднебоковой угол проподеума с бледным пятном. Тело коричневое. Метанотальный шов отсутствует. Мезосома уже головы. Ноги короткие. Передний край клипеуса зубцевидный; петиоль очень широко прикреплён к 3-му абдоминальному сегменту и без отчётливой задней поверхности; постпетиоль отсутствует.

## Систематика
Вид был впервые описан в 1991 году под названием Amblyopone lurilabes Lattke, 1991. Затем вид включали в состав рода Amblyopone и снова в Stigmatomma (подсемейство Понерины). В 2016 году Fulakora был восстановлен из синонимии с Stigmatomma и вид получил современное название.